# Aram Chaos

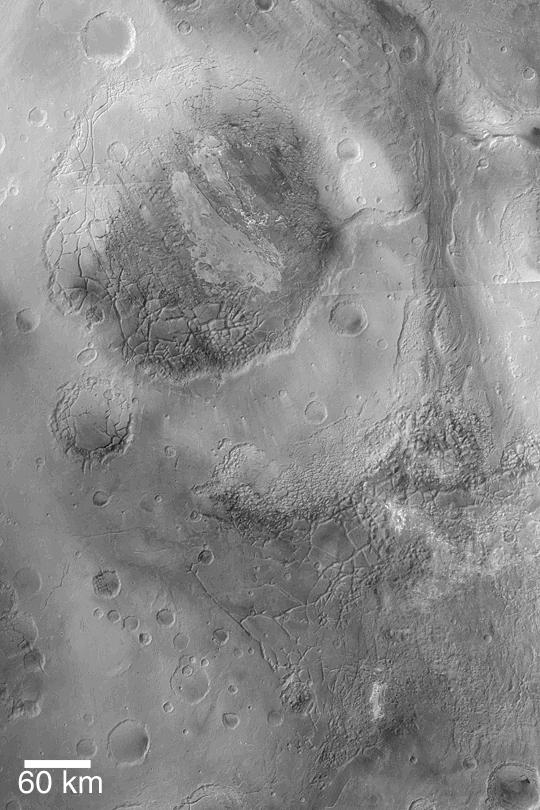
Mozaïek van foto's gemaakt door de Mars Orbiter Camera (MOC) aan boord van de Mars Global Surveyor (MGS) met de roodfilter groothoek camera. Het ronde gebied linksboven is Aram Chaos. Ten zuidoosten, rechtsonder, ligt Iani Chaos. De lichte vlekken tussen de grote blokken in Iani Chaos zijn gelaagde, sedimentaire uitlopers van rots, bleek uit foto's met hogere resolutie. Het centrum van de foto ligt bij 0,5°N, 20°W. Zonlicht beschijnt het landschap van linksboven.

Aram Chaos, rond 2,6°N, 21,5°W, is een verweerde inslagkrater op de planeet Mars met een diameter van 277 km, gelegen aan het oosteind van de diepe canyon Valles Marineris. Door verschillende geologische processen is het nu een ronde zone van chaotisch terrein van opgebroken lagen met rotsblokken. Spectroscopische metingen vanuit een baan om Mars wijzen op de aanwezigheid van het mineraal hematiet, dat mogelijk uit water is neergeslagen.

## Referentie
1. ↑  Gazetteer of Planetary Nomenclature. Gearchiveerd op 1 oktober 2006. Geraadpleegd op 30 november 2006.